# Estrelinha
Estrelinha, colibri-ametista ou estrelinha-ametista (Calliphlox amethystina) é um beija-flor de ampla distribuição na América do Sul, incluindo todo o Brasil. Tal espécie mede cerca de 8,6 cm de comprimento e 2,5 g, com cauda profundamente bifurcada e garganta vermelho-rosada ametística. Também é conhecida pelos nomes de beija-flor-mosca, besourinho-ametista, besourinho-zumbidor e tesourinha.